# Squash-Afrikameisterschaft
Die Squash-Afrikameisterschaften (englisch Africa Seniors Championships, ehemals All Africa Seniors Championship) werden sowohl im Einzel als auch mit der Mannschaft von der Squash Federation of Africa (SFA) ausgetragen.

## Afrikameister

### Einzel

#### Herren
| Jahr | Sieger             | Finalgegner       | Ergebnis         | Austragungsort |
| ---- | ------------------ | ----------------- | ---------------- | -------------- |
| 2024 | Dewald van Niekerk | Damian Groenewald | 11:4, 11:7, 11:3 | Windhoek       |
| 2013 | Alister Walker     | Kelvin Ndhlovu    | 11:9, 11:4, 11:2 | Windhoek       |
| 1996 | Ahmed Barada       | Amir Wagih        | 3:1              | Kairo          |

#### Damen
| Jahr | Siegerin       | Finalgegnerin | Ergebnis                | Austragungsort |
| ---- | -------------- | ------------- | ----------------------- | -------------- |
| 2024 | Rana Ismail    | Hayley Ward   | 11:6, 12:10, 8:11, 11:6 | Windhoek       |
| 2013 | Siyoli Waters  | Senada Haupt  | 8:11, 11:6, 11:7, 14:12 | Windhoek       |
| 2011 | Tenille Swartz | Milnay Louw   | 11:3, 11:7, 11:3        | Mauritius      |

### Mannschaft

#### Herren
| Jahr | Sieger  | 2. Platz  | Austragungsort |
| ---- | ------- | --------- | -------------- |
| 2024 | Nigeria | Sambia    | Windhoek       |
| 2022 | Ägypten | Südafrika | Bulawayo       |

#### Damen
| Jahr | Sieger  | 2. Platz  | Austragungsort |
| ---- | ------- | --------- | -------------- |
| 2024 | Nigeria | Uganda    | Windhoek       |
| 2022 | Ägypten | Südafrika | Bulawayo       |

#### Mixed
| Jahr | Sieger    | 2. Platz | Austragungsort |
| ---- | --------- | -------- | -------------- |
| 2013 | Südafrika | Sambia   | Windhoek       |
| 2011 | Südafrika | Sambia   | Johannesburg   |